# الصحبي عتيق
الصحبي عتيق (بالفرنسية: Sahbi Atigue)‏ ولد في 14 أغسطس 1959 في مطماطة جنوب تونس. هو سياسي تونسي وقيادي بارز في حركة النهضة ذات التوجه الإسلامي.

## السيرة الذاتية
قضى الصحبي عتيق طفولته بين مطماطة وتونس العاصمة، وكذلك قابس أين يعمل والده خباز. تحصل على الباكالوريا في شعبة العلوم والتقنية في 1980، ودرس بعدها في كلية العلوم بتونس. تحصل بعدها على ليسانس في العلوم الإسلامية من جامعة الزيتونة في 1985. تحصل بعدها على شهادة الدراسات المعمقة حول مؤلفات محمد الطاهر بن عاشور في 1988. ثم بعد مدة طويلة تحصل على ماجستير في الشريعة الإسلامية في 2009 من المعهد العالي لأصول الدين بتونس التابع لجامعة الزيتونة، وبدأ في نفس المعهد منذ 2011 بإعداد أطروحته في الدكتوراه حول «الاجتهاد من الأصول إلى المقاصد وتطبيقاته المعاصرة». تحصل على الدكتوراه في 17 ديسمبر 2015 بملاحظة مشرف جدا وبحضور العديد من قيادات النهضة من بينهم رئيسها راشد الغنوشي. 

بدأ مساره السياسي في 1975 عند انضمامه للجماعة الإسلامية، ثم لدى حركة الاتجاه الإسلامي، التي أصبحت بعد ذلك حركة النهضة ليومنا هذا. سجن لأول مرة في 1987، ولكن تمتع بالعفو العام الذي تبع انقلاب 7 نوفمبر 1987. كقيادي للنهضة في 1991، وعضو في المكتب التنفيذي ومدير جريدة الفجر التابعة للحزب، قضى 16 سنة و8 أشهر في السجن، حيث تم توقيفه في 22 مارس 1991، وتعرض للتعذيب في سجن برج العامري (بنزرت)، وحكم عليه في 1992 بالسجن مدى الحياة من قبل محكمة بوشوشة العسكرية في تونس العاصمة، وسجن لمدة 15 سنة في سجون 9 أبريل في تونس العاصمة، وبرج الرومي، وناظور، والمهدية، وبرج العامري، منهم 4 سنوات في السجن الانفرادي. خفض حكمه 5 مرات حتى وصل 21 سنة سجن.

بعد الثورة التونسية في 2011، كان الصحبي عتيق أحد ممثلي حركة النهضة الأربعة في لدى الهيئة العليا لتحقيق أهداف الثورة والإصلاح السياسي والانتقال الديمقراطي.

ترشح الصحبي عتيق عن حركة النهضة كنائب في المجلس الوطني التأسيسي التونسي وذلك في انتخابات 23 أكتوبر 2011، وترشح عن دائرة أريانة الانتخابية وفاز بمقعد عنها. بعد الجلسة الافتتاحية للمجلس في 22 نوفمبر 2011، تم تعيينه رئيسا لكتلة حركة النهضة في المجلس، وواصل مهمته حتى 2 ديسمبر 2014.

ترشح كذلك لمجلس نواب الشعب عن نفس الدائرة في انتخابات 26 أكتوبر 2014 وفاز بمقعد عن النهضة.

الصحبي عتيق هو عضو في الاتحاد العالمي لعلماء المسلمين.

## مؤلفات
قام الصحبي عتيق بتأليف عدة كتب وكذلك بكتابة عدة مقالات في الكثير من الصحف العربية والعالمية، ومؤلفاته هي:
- التفسير والمقاصد الشرعية عند الإمام ابن عاشور، تونس العاصمة، 1989 (رسالته في الأستاذية والتعمق)
- مقدمات في فلسفة التربية الإسلامية، دار السنابل للثقافة والعلوم، تونس العاصمة، 1989.
- مفاهيم تربوية إسلامية، دار السنابل للثقافة والعلوم، تونس العاصمة، 1989.
- المجلس الوطني التأسيسي، الاستثناء التونسي، منشورات سوتيميديا، تونس العاصمة، 2018.
- الترجيحات الفقهية للعلامة محمد الطاهر ابن عاشور من خلال تفسيره التحرير والتنوير، مجمع الأطرش لنشر وتوزيع الكتاب المختص، تونس العاصمة، 2018 (ردمك 9789938200584).

## الحياة الشخصية
الصحبي عتيق متزوج من زينب المرايحي وأنجبوا ثلاثة بنات وهن رباب وجوهر وكرامة.

## مقالات ذات صلة
- حركة النهضة (تونس)

## روابط خارجية
- السيرة الذاتية للصحبي عتيق على موقع مرصد المجلس الوطني التأسيسي التابع لمنظمة البوصلة.
- السيرة الذاتية للصحبي عتيق على موقع مرصد مجلس نواب الشعب التابع لمنظمة البوصلة.
- صفحة الصحبي عتيق على الموقع الرسمي لحركة النهضة.